# Citrus Bowl 2022
Match précédent Match suivant
Le Citrus Bowl 2022 est un match de football américain de niveau universitaire joué après la saison régulière de 2021, le 1er janvier 2022 au Camping World Stadium situé à Orlando dans l'État de la Floride aux États-Unis. 
Il s'agit de la 76e édition du Citrus Bowl.
Le match met en présence l'équipe des Wildcats du Kentucky issue de la Southeastern Conference et l'équipe des Hawkeyes de l'Iowa issue de la Big Ten Conference.
Il débute à 13 h 6 locales (19 heures en France) et est retransmis à la télévision par ABC.
Sponsorisé par la société Vrbo (en), le match est officiellement dénommé le 2020 Vrbo Citrus Bowl. 
Kentucky gagne le match sur le score de 20 à 17.

## Présentation du match
Il s'agit de la première rencontre entre les deux équipes.
| Équipes                                                                                       | Conférences | Entraîneurs                    | Stats. saison rég. | Classements avant le bowl | Classements avant le bowl | Classements avant le bowl |
| --------------------------------------------------------------------------------------------- | ----------- | ------------------------------ | ------------------ | ------------------------- | ------------------------- | ------------------------- |
| Équipes                                                                                       | Conférences | Entraîneurs                    | Stats. saison rég. | CFP                       | AP                        | Coaches                   |
| Hawkeyes de l'Iowa                                                                            | B1G         | Kirk Ferentz (en) (23e saison) | 10-3               | no 15                     | no 17                     | no 16                     |
| Wildcats du Kentucky                                                                          | SEC         | Mark Stoops (en) (9e saison)   | 9-3                | no 22                     | no 25                     | no 20                     |
| - Arbitre : Jeff Heaser (ACC). - Équipe donnée favorite par les bookmakers : Kentucky by 2.5. |             |                                |                    |                           |                           |                           |

### Hawkeyes de l'Iowa
Avec un bilan global en saison régulière de 10 victoires et 3 défaites (7-2 en matchs de conférence), Iowa est éligible et accepte l'invitation pour participer au Citrus Bowl de 2022.
Ils terminent 1er de la Division Ouestde la Big Ten Conference et perdant la finale de conférence 42-3 jouée contre les no 2 Michigan.
À l'issue de la saison 2021 (bowl non compris), ils seront classés #15 au classement CFP, #17 au classement AP et #16 au classement Coaches.
Il s'agit de leur 2e participation au Citrus Bowl :
| Saisons | Dates            | Vainqueurs | Scores  | Finalistes | Bilan |
| ------- | ---------------- | ---------- | ------- | ---------- | ----- |
| 2004    | 1er janvier 2005 | #11 Iowa   | 30 - 25 | #12 LSU    | 1 - 0 |

| Logo     | Postes        | Joueurs                                           | Statistiques                                                     |
| -------- | ------------- | ------------------------------------------------- | ---------------------------------------------------------------- |
|          | Quarterback   | Spencer Petras                                    | 146/258 passes réussies pour 1 669 yards, 9 TDs, 6 interceptions |
| Coureur  | Tyler Goodson | 256 courses pour 1 151 yards nets gagnés et 6 TDs |                                                                  |
| Receveur | Sam LaPorta   | 46 réceptions pour 548 yards et 2 TDs             |                                                                  |

### Wildcats du Kentucky
Avec un bilan global en saison régulière de 9 victoires et 3 défaites (5-3 en matchs de conférence), Kentucky est éligible et accepte l'invitation pour participer au Citrus Bowl de 2022.
Ils terminent 2e de la Division Est de la Southeastern Conference derrière les no 3 Georgia.
À l'issue de la saison 2021 (bowl non compris), ils seront classés #22 au classement CFP, #25 au classement AP et #20 au classement Coaches.
Il s'agit de leur 2e participation au Citrus Bowl :
| Saisons | Dates            | Vainqueurs   | Scores  | Finalistes     | Bilan |
| ------- | ---------------- | ------------ | ------- | -------------- | ----- |
| 2018    | 1er janvier 2019 | #16 Kentucky | 27 - 24 | #13 Penn State | 1 - 0 |

| Logo     | Postes              | Joueurs                                           | Statistiques                                                       |
| -------- | ------------------- | ------------------------------------------------- | ------------------------------------------------------------------ |
|          | Quarterback         | Will Levis                                        | 216/325 passes réussies pour 2 893 yards, 23 TDs, 12 interceptions |
| Coureur  | Chris Rodriguez Jr. | 205 courses pour 1 272 yards nets gagnés et 8 TDs |                                                                    |
| Receveur | Wan'Dale Robinson   | 94 réceptions pour 1 164 yards et 1 TDs           |                                                                    |

## Résumé du match
Début du match à  13 h 06 locales, fin à  16 h 23 locales pour une durée totale de jeu de 2 h 17 min. Températures de 28 degrés Celsius (82 °F), vent de sud de 17 km/h (11 mi/h),ensoleillé.
| QT            | Temps         | Drive         | Drive         | Drive         | Équipe        | Description de l'action                                                                                         | Score | Score |  |
| ------------- | ------------- | ------------- | ------------- | ------------- | ------------- | --- | ----- | ----- |  |
| QT            | Temps         | Jeux          | Yards         | TDP           | Équipe        | Description de l'action                                                                                         | IOWA  | KEN   |  |
| 1             | 05:32         | 13            | 80            | 07:28         | KEN           | TD de 5 yards par le RB Chris Rodriguez Jr. (passe du QB Will Levis) + 1 pt de conversion par le K Matt Ruffolo | 0     | 7     |  |
| 1             |               |               |               |               |               | |       |       |  |
| 2             | 11:03         | 10            | 55            | 04:41         | IOWA          | FG de 28 yards par le K C. Shudak                                                                               | 3     | 7     |  |
| 2             | 02:48         | 14            | 72            | 08:15         | KEN           | FG de 21 yards par le K M. Ruffolo                                                                              | 3     | 10    |  |
| 2             | 00:38         | 5             | 22            | 01:31         | KEN           | FG de 27 yards par le K M. Ruffolo                                                                              | 3     | 13    |  |
|               |               |               |               |               |               | |       |       |  |
| 3             | 03:21         | 6             | 50            | 02:46         | IOWA          | TD à la suite d'une course du WR Arland Bruci IV + 1 pt de conversion par le K Caleb Shudak                     | 10    | 13    |  |
|               |               |               |               |               |               | |       |       |  |
| 4             | 10:54         | 9             | 92            | 03:15         | IOWA          | TD de 36 yards par le TE Sam LaPorta (passe du QB Spencer Petras) + 1 pt de conversion par le K Caleb Shudak    | 17    | 13    |  |
| 4             | 01:48         | 8             | 80            | 01:43         | KEN           | TD à la suite d'une course de 6 yards par le RB Chris Rodriguez Jr. + 1 pt de conversion par le K Matt Ruffolo  | 17    | 20    |  |
|               |               |               |               |               |               | |       |       |  |
| Score final : | Score final : | Score final : | Score final : | Score final : | Score final : | Score final :                                                                                                   | 17    | 20    |  |

## Statistiques
| Nom               | Poste | Équipe   |
| ----------------- | ----- | -------- |
| Wan'Dale Robinson | WR    | Kentucky |

| Statistiques                           | Hawkeyes de l'Iowa                                      | Wildcats du Kentucky                                    |
| -------------------------------------- | ------------------------------------------------------- | ------------------------------------------------------- |
| 1er down                               | 20                                                      | 24                                                      |
| 1er down à la course                   | 6                                                       | 11                                                      |
| 1er down à la passe                    | 12                                                      | 10                                                      |
| 1er down suite pénalité                | 2                                                       | 3                                                       |
| Conversion de 3e down                  | 4/11                                                    | 6/14                                                    |
| Conversion de 4e down                  | 0/1                                                     | 0/2                                                     |
| Jeux–yards                             | 60 jeux pour 384 yards                                  | 75 jeux pour 354 yards                                  |
| Yards à la course                      | 30 courses pour 173 yards (moyenne de 5,8 yards/course) | 47 courses pour 121 yards (moyenne de 2,6 yards/course) |
| Yards à la passe                       | 211                                                     | 233                                                     |
| Passes : Réussies-Tentées-Interceptées | 19/30 passes complétées, 3 interceptions                | 19/28 passes complétées, 1 interception                 |
| Réussite en zone rouge/chances         | 2/3                                                     | 4/4                                                     |
| TD                                     | 2                                                       | 2                                                       |
| Field Goals                            | 1/1                                                     | 2/2                                                     |
| Sacks (Nombre-Yards)                   | 6 sacks réussis pour 38 yards adverses perdus           | 0 sack réussi                                           |
| Fumbles (Nombre/Perdus)                | 0/0                                                     | 0/0                                                     |
| Pénalités (Nombre/Yards perdus)        | 4 pour 35 yards perdus                                  | 3 pour 30 yards perdus                                  |
| Temps de possession                    | 22:06                                                   | 37:54                                                   |

| Hawkeyes de l'Iowa   |                   |                                                                                                 |
| Quarterback          | Petras, Spencer   | 19/30 passes complétées, 211 yards, 3 interceptions, 1 TD, 0 sack subi, évaluation QB de 113,4  |
| Meilleurs coureurs   | Williams, Gavin   | 16 courses pour 98 yards nets gagnés, 0 TD, moyenne de 6,1 yards/course                         |
| Meilleurs coureurs   | Williams, Lesho   | 10 courses pour 42 yards nets gagnés, 0 TD, moyenne de 4,2 yards/course                         |
| Meilleurs receveurs  | LaPorta, Sam      | 7 réceptions pour 122 yards gagnés,1 TD                                                         |
| Meilleurs receveurs  | Bruce IV, Arlan   | 4 réceptions pour 24 yards gagnés, 0 TD                                                         |
| Meilleurs défenseurs | Campbell, Jack    | 10 tacles dont 4 en solo                                                                        |
| Meilleurs défenseurs | Benson, Seth      | 10 tacles dont 5 en solo, 1 pression sur QB                                                     |
| Wildcats du Kentucky |                   |                                                                                                 |
| Quarterback          | Will Levis        | 17/28 passes complétées, 223 yards, 1 interception, 1 TD, 6 sacks subis, évaluation QB de 135,3 |
| Meilleurs coureurs   | Chris Rodriguez   | 20 courses pour 107 yards nets gagnés, 1 TD, moyenne de 5,4 yards/course                        |
| Meilleurs coureurs   | JuTahn McClain    | 17 courses pour 28 yards nets gagnés, 0 TD, moyenne de 2,8 yards/course                         |
| Meilleurs receveurs  | Wan'Dale Robinson | 10 réceptions pour 170 yards gagnés, 0 TD                                                       |
| Meilleurs défenseurs | Jordan Wright     | 10 tacles dont 4 en solo, 1½ TFL (1 yard)                                                       |
| Meilleurs défenseurs | Yusuf Corker      | 8 tacles dont 3 en solo                                                                         |
| Meilleurs défenseurs | Tyrell Ajian      | 7 tacles dont 4 en solo                                                                         |
| Meilleurs défenseurs | D'Eryk Jackson    | 7 tacles dont 3 en solo, 1 interception                                                         |
| Meilleurs défenseurs | Deandre Square    | 6 tacles dont 1 en solo, ½ TFL (0 yards), 1 interception                                        |